# Ford Mustang GT3
Der Ford Mustang GT3 ist ein GT3-Rennwagen, der 2023 bei Multimatic Motorsports für Sportwagen-GT-Rennen entwickelt wurde.

## Entwicklungsgeschichte und Technik
Seit seiner Vorstellung als Straßenfahrzeug 1964 wurden die verschiedenen Modelle des Ford Mustang auf für Renneinsätze genutzt. Der nach dem ab der Rennsaison 2024 geltenden neuen Reglement für GT3-Rennwagen entwickelte Mustang basiert optisch auf dem Mustang VII. Technisch hat die Rennversion mit dem Straßenfahrzeug aber nichts gemein. Konstruiert und gebaut wurden die Wagen von dem kanadischen Fahrzeugbauer Multimatic. Das GT3-Regelment schreibt den Rennteams das Engagement und den Einsatz zumindest eines Amateur-Rennfahrers mit FIA-Bronze-Status pro Einsatzfahrzeug vor. Da die Stints (Fahrzeit zwischen zwei regulären Boxenstopps zum Reifenwechsel und Nachtanken) der Bronze-Fahrer meist über die Endplatzierung entschieden, war es notwendig, ein gut ausbalanciertes leicht zu fahrendes Auto zu entwickeln.
Der Mustang GT3 hat ein hinten eingebautes 6-Gang-Transaxle-Getriebe und einen 5,4-Liter-Achtzylinder-V-Motor, der bei Ford Performance entwickelt und bei M-Sport gebaut wurde.

## Renngeschichte
Während der Rennsaison 2024 kamen in der FIA-Langstrecken-Weltmeisterschaft und der IMSA WeatherTech SportsCar Championship fünf Chassis des Mustang GT3 zum Einsatz. Drei Fahrzeuge lieferte Multimatic an Proton Competition aus, zwei Wagen verblieben beim Hersteller. Beide Teams erhielten technische Unterstützung durch die Motorsportabteilung von Ford.
Proton, langjähriger Partner von Porsche, wechselte 2024 im GT-Sport zu Ford und meldete zwei GT3 in der WEC sowie einen Wagen in der IMSA. Beim 24-Stunden-Rennen von Le Mans kam der IMSA-Wagen als dritter Proton-Mustang zum Einsatz. Die beiden Multimatics starteten ausschließlich in der IMSA. Beste Platzierung in der WEC war der 21. Gesamtrang von Ben Barker, Ryan Hardwick und Zacharie Robichon beim 6-Stunden-Rennen von Austin. Beim Rennen in Le Mans erreichten Dennis Olsen, Mikkel Pedersen und Giorgio Roda den dritten Klassenrang. Beste IMSA-Platzierung war der zweite Gesamtrang beim nur für GT-Fahrzeuge ausgeschriebenen 2:40-Stunden-Rennen von Virginia, herausgefahren von Mike Rockenfeller und Harry Tincknell im Multimatic-Mustang.

## Statistik

### Einzelergebnisse in der FIA-Langstrecken-Weltmeisterschaft
| Saison | Team               | Startnummer | Fahrer                                                                                  | 1   | 2   | 3   | 4   | 5   | 6   | 7   | 8   |
| ------ | ------------------ | ----------- | --------------------------------------------------------------------------------------- | --- | --- | --- | --- | --- | --- | --- | --- |
| 2024   | Proton Competiton  | 77          | Ben Barker Ryan Hardwick Zacharie Robichon                                              | KAT | IMO | SPA | LEM | SAO | AUS | FUJ | BAH |
| 2024   | Proton Competiton  | 77          | Ben Barker Ryan Hardwick Zacharie Robichon                                              | 26  | 26  | 24  | 46  | 25  | 21  | 27  | DNF |
| 2024   | Proton Competiton  | 88          | Dennis Olsen Mikkel Pedersen Giorgio Roda Christian Ried Ben Keating Giammarco Levorato | KAT | IMO | SPA | LEM | SAO | AUS | FUJ | BAH |
| 2024   | Proton Competiton  | 88          | Dennis Olsen Mikkel Pedersen Giorgio Roda Christian Ried Ben Keating Giammarco Levorato | 24  | DNF | 23  | 30  | 31  | DNF | 28  | DNF |
| 2024   | Proton Competiton  | 44          | John Hartshorne Christopher Mies Ben Tuck                                               | KAT | IMO | SPA | LEM | SAO | AUS | FUJ | BAH |
| 2024   | Proton Competiton  | 44          | John Hartshorne Christopher Mies Ben Tuck                                               | 31  |     |     |     |     |     |     |     |
| 2025   | Proton Competition | 77          | Ben Barker Bernardo Sousa Ben Tuck                                                      | KAT | IMO | SPA | LEM | SAO | AUS | FUJ | BAH |
| 2025   | Proton Competition | 77          | Ben Barker Bernardo Sousa Ben Tuck                                                      | DNF | 28  | 18  | 41  | DNF |     |     |     |
| 2025   | Proton Competition | 88          | Stefano Gattuso Giammarco Levorato Dennis Olsen                                         | KAT | IMO | SPA | LEM | SAO | AUS | FUJ | BAH |
| 2025   | Proton Competition | 88          | Stefano Gattuso Giammarco Levorato Dennis Olsen                                         | 27  | 34  | 16  | DNF | DNF |     |     |     |

### Einzelergebnisse in der IMSA WeatherTech SportsCar Championship
| Saison | Team                        | Startnummer | Fahrer                                                                                        | 1   | 2   | 3   | 4   | 5   | 6   | 7   | 8   | 9   | 10  | 11  |
| ------ | --------------------------- | ----------- | --------------------------------------------------------------------------------------------- | --- | --- | --- | --- | --- | --- | --- | --- | --- | --- | --- |
| 2024   | Ford Multimatic Motorsports | 64          | Mike Rockenfeller Harry Tincknell Christopher Mies                                            | DAY | SEB | LGB | LSC | DET | WAT | MOS | ROA | VIR | IND | PLM |
| 2024   | Ford Multimatic Motorsports | 64          | Mike Rockenfeller Harry Tincknell Christopher Mies                                            | 31  | 26  |     | 24  | 17  | 22  | 15  | 41  | 2   | 19  | 24  |
| 2024   | Ford Multimatic Motorsports | 65          | Joey Hand Dirk Müller Frédéric Vervisch                                                       | DAY | SEB | LGB | LSC | DET | WAT | MOS | ROA | VIR | IND | PLM |
| 2024   | Ford Multimatic Motorsports | 65          | Joey Hand Dirk Müller Frédéric Vervisch                                                       | DNF | 27  |     | 23  | 14  | DNF | 18  | 36  | 4   | 46  | 11  |
| 2024   | Proton Competiton           | 55          | Ryan Hardwick Giammarco Levorato Corey Lewis Dennis Olsen                                     | DAY | SEB | LGB | LSC | DET | WAT | MOS | ROA | VIR | IND | PLM |
| 2024   | Proton Competiton           | 55          | Ryan Hardwick Giammarco Levorato Corey Lewis Dennis Olsen                                     | DNF | DNF | 13  | 26  |     | DNF | 31  | 35  | 16  | DNF | DNF |
| 2025   | Ford Multimatic Motorsports | 64          | Austin Cindric Sebastian Priaulx Mike Rockenfeller Ben Barker                                 | DAY | SEB | LGB | LSC | DET | WAT | MOS | ROA | VIR | IND | PLM |
| 2025   | Ford Multimatic Motorsports | 64          | Austin Cindric Sebastian Priaulx Mike Rockenfeller Ben Barker                                 | 18  | 23  |     | 29  | 12  | 25  | 19  | 24  |     |     |     |
| 2025   | Ford Multimatic Motorsports | 65          | Christopher Mies Dennis Olsen Frédéric Vervisch                                               | DAY | SEB | LGB | LSC | DET | WAT | MOS | ROA | VIR | IND | PLM |
| 2025   | Ford Multimatic Motorsports | 65          | Christopher Mies Dennis Olsen Frédéric Vervisch                                               | 16  | 24  |     | 27  | DNF | 40  | 16  | 32  |     |     |     |
| 2025   | Gradient Racing             | 66          | Till Bechtolsheimer Tatiana Calderón Joey Hand Harry Tincknell Jenson Altzman Robert Megennis | DAY | SEB | LGB | LSC | DET | WAT | MOS | ROA | VIR | IND | PLM |
| 2025   | Gradient Racing             | 66          | Till Bechtolsheimer Tatiana Calderón Joey Hand Harry Tincknell Jenson Altzman Robert Megennis | DNF | 41  | 21  | 35  |     | 30  | 31  | DNF |     |     |     |